# Теорія соціальної стигматизації
Теорія соціальної стигматизації - теорія навішування соціальних ярликів, лейблів, соціального клеймування, соціетальної реакції.
Соціальна стигматизація - приписування певних особливостей, як правило, негативних, індивіду чи групі людей, якими вони можуть і не володіти. 
Стигма (дав.-гр. στίγμα) -  термін, що використовується для позначення тілесних знаків, що ідентифікують індивіда як носія незвичної чи негативної особливості. 
Стигма утворює особливий тип невідповідності між візуальною ідентичністю (риси, які ми приписуємо індивіду) та істинною соціальною ідентичністю (риси, якими індивід дійсно наділений).

## Класифікація стигм
Ервінг Ґофман  виділяє три типи стигми:
1. тілесна "потворність" - різного роду фізичні відхилення;
2. недоліки індивідуального характеру  - неконтрольовані пристрасті, слабка воля, аморальність, схильність до девіації та ін.
3. родова стигма раси, нації, релігії, що може передаватися у спадок.[1]

Стигма може бути:
- позитивною - стверджує гідність людини, фіксує досягнення субкультури, до якої вона входить; може володіти мотивуючим потенціалом.
- нейтральною - позбавлена оціночних суджень, фіксує лише своєрідність, унікальність, найбільш розповсюджена форма.
- негативною - є основним засобом приниження гідності та досягнень.

Соціальна стигматизація має наступні види:
- культурна стигматизація -  її носіями виступають представники тієї чи іншої культури;
- субкультурна стигматизація - відбувається клеймування представників спільноти, що виходить за рамки цінностей, норм та традицій домінуючої культури;
- суб'єктивна стигматизація - виражається в навішуванні ярликів суб'єктам (інститутам) культури, що виходять за межі культурного простору, в якому панує домінуюча культурна спільнота із загальноприйнятими нормами та цінностями;
- індивідуальна стигматизація (особистісна) - упередження проти самого себе, що ґрунтуються на протиріччі між нормами, культурними обмеженнями та індивідуальними потребами самоактуалізації.[2]

## Теоретичні основи теорії стигматизації
Теорія стигматизації розглядається як версія символічного інтеракціонізму (Джордж Герберт Мід, Герберт Блумер, Чарльз Кулі) - взаємодія між людьми складається на основі інтерпретації намірів і дій оточення, символічного визначення ситуації.
Також, теорія стигматизації спирається на принципи соціологізму Еміля Дюркгайма - вбачає причини соціальних явищ (а також відхилень) не тільки в матеріальній сфері, але й у свідомості індивідів. Говард Беккер у своїй книзі «Аутсайдери» (1963) зазначив: «Девіант той, за ким був закріплений відповідлий ярлик (label) ; девіантна поведінка - поведінка, яку люди так позначили».
Прихильники теорії стигматизації також запозичують головну ідею конфліктології, за якої індивіди знаходяться в постійному протистоянні через відмінність інтересів та життєвих поглядів. Особливо антагонізм проявляється між представниками влади, які мають можливість виражати свої погляди в інституційних нормах, та порушниками цих норм, на яких і навішуються ярлики. 

## Концептуальні основи теорії стигматизації
1. поведінка, яка відхиляється від норми, інтерпретується не як порушення соціальної норми або ознаки, схильності індивіда, а як результат символічного визначення поведінки, її тлумачення, як соціетальна реакція.
2. „клеймування“ посилює і породжує девіантність. Девіація являє собою відповідь індивіда на стигматизацію, що призводить до вторинного відхилення, формування девіантної ідентичності та девіантної кар'єри

## Варіації теорії стигматизації
- Модель "драматизації зла" Френка Танненбаума(1938)
- Соціально-психологічна модель Едварда Лемерта (1951)
- Нормативна модель Говарда Беккера (1963)
- Теорія стигматизації Ервіна Гофмана (1963)
- Соціоструктурна модель Фріца Зака(1969)
- Теорія стигматизації (соціологія емоцій) Томаса Шеффа (1974)
- Теорія сексуальної стигматизації Кеннета Пламмера (1975)
- Теорія стигматизації Вольфганга Ліппа (1985)